# Кассандра Костан
Кассандра Ко́стан (настоящее имя Александра Константиновна Гаргала, укр. Олександра Костянтинівна Гаргала; 20 мая 1897, Македоновка, ныне Никольский район, Донецкая область — 19 июля 1939, Ленинград) — украинский фольклорист-этнограф, исследовательница языка и литературы мариупольских греков.

## Биография
В 1922 году поступила на Харьковские педагогические курсы имени Григория Сковороды, затем окончила Харьковский институт народного образования, где училась на кафедре, возглавляемой Дмитрием Багалеем. Работала учительницей.
Ещё студенткой заинтересовалась фольклором приазовских греков, в 1925, 1926, 1928 и 1931 гг. занималась его сбором в Мариуполе и окрестных сёлах. В 1926 г. обнаружила в Мариуполе сохранившийся архив Леонтия Хонагбея. В 1928 г. опубликовала в журнале «Східний світ» (с укр. — «Восточный мир») статью «Из литературного творчества мариупольских греков» (укр. З літературної творчості маріупольських греків), в состав которой помимо общего обзора румейской литературы вошёл перевод отрывков из уцелевшей пьесы Хонагбея. Значительно расширив этот материал, напечатала в 1932 году в Харькове книгу «Из литературы мариупольских греков» (укр. З літератури маріупольських греків), содержащую характеристики творчества и переведённые на украинский язык отрывки из произведений основных румейских авторов, от Илсивет Хараман до Георгия Костоправа.
Помимо этого, Кассандра Костан собирала картотеку румейского языка и материал для словаря народных ботанических названий.
Замужем за востоковедом Андреем Ковалевским, с 1934 года вместе с ним жила и работала в Ленинграде. Дочь, Зоя Андреевна Ковалевская, — украинский метеоролог, сотрудник лаборатории гидрометеорологического мониторинга Харьковской области, автор научных работ.